# Accidente de Matucana de 2021
El accidente de Matucana se refiere a un accidente automovilístico ocurrido  el 31 de agosto de 2021 a las afueras de Matucana, departamento de Lima. El suceso dejó un saldo de 33 personas muertas de un bus que cayó a un abismo de la Ruta nacional PE-22 conocida coloquialmente como Carretera Central.

## Descripción
El accidente ocurrió en la madrugada del 31 de agosto de 2021, cuando un bus de la empresa León Express transportaba a pasajeros desde la sierra peruana. El bus había salido de Huánuco por la noche del 30 de agosto hacia su destino en Lima. El bus transportaba 63 pasajeros.
En el distrito de Matucana, provincia de Huarochirí, departamento de Lima, a 60 kilómetros, el bus de León Express chocó con una roca y cayó en un abismo de 200 metros, terminando a orillas del río Rímac. Todo ocurrió a las 4:00 a. m. del 31 de agosto cerca del kilómetro 12 de la Ruta nacional PE-22.

## Rescate
Los pobladores locales y la Policía Nacional del Perú acudieron al rescate y búsqueda de sobrevivientes. Se logró ubicar a 20 sobrevivientes, de los cuales quienes se encontraban en condiciones delicadas fueron llevados a centros médicos de Chosica y Matucana. Se registró que el chofer murió en el choque y el número de pasajeros fallecidos fue de 33.
Algunos heridos fueron también trasladados centros médicos en Lima metropolitana como el, Hospital Nacional Hipólito Unanue, Hospital Nacional Arzobispo Loayza, Hospital Nacional Dos de Mayo y Hospital Nacional Daniel Alcides Carrión.

## Investigaciones
La Superintendencia de Transporte Terrestre de Personas, Carga y Mercancías notificó que el bus estaba viajando a 94 km/h, sobrepasando los límites permitidos.